# Friedrich Schmidt
Pour les articles homonymes, voir Schmidt.
Friedrich Schmidt (15 janvier 1832-1908) est un géologue et botaniste russe.

## Biographie
Il étudie la botanique à l'université de Tartu. De 1856 à 1859 il travaille comme assistant du directeur du jardin botanique de Tartu. Durant ses excursions botaniques il collecte et publie ses observations sur les roches de l'Ordovicien en Estonie ainsi qu'une carte détaillé de la région. De 1859 à 1962 il prend part avec des collègues russes dont Innokenti Lopatine, à plusieurs expéditions pour étudier la faune, la flore et la géologie du nord de la Sibérie.
Il se déplace à Saint-Pétersbourg ou il publie des articles sur les dépôts glaciaires d'Estonie et sur les poissons du Silurien. En 1866-1867, après la prétendue découverte d'un squelette de mammouth, il est chargé par l'Académie impériale des sciences de Saint-Pétersbourg, de conduire une expédition en Sibérie. Il y découvre le premier mammouth avec des parties molles conservées.
Après un séjour en Allemagne pour se soigner d'une maladie contractée lors de sa dernière expédition il retourne à Saint-Pétersbourg en automne 1870. Schmidt devient membre de l'Académie des sciences de Russie en 1872 et un an plus tard directeur du musée de minéralogie de Saint-Pétersbourg. Jusqu'à la fin de sa vie il s'intéresse particulièrement aux trilobites et en rassemble une collection, il s'attache particulièrement à utiliser ses fossiles pour résoudre des problèmes stratigraphiques et publie plusieurs articles dans ce sens.
Schmidt voyage, Suède, Allemagne, États-Unis, Canada, il prend part à tous les congrès internationaux de géologie entre 1884 et 1891 et organise celui qui a lieu à Saint-Pétersbourg en 1897. Il reçoit la médaille Wollaston en 1890.